# Peter Arens (Schauspieler)
Peter Arens (* 18. Februar 1928 in Freiburg im Breisgau; † 25. August 2015 in Stäfa) war ein Schweizer Schauspieler und Theaterregisseur.

## Leben
Der Sohn der Schauspielerin Charlotte Arens besuchte die Schule in Bern und absolvierte eine Theaterausbildung. 1947 gab er sein Debüt am Stadttheater Bern. 1950 wechselte er an das Deutsche Theater Göttingen unter Heinz Hilpert und 1953 an das Deutsche Schauspielhaus in Hamburg. 1958 wurde er an die Münchner Kammerspiele engagiert, später spielte er am Residenztheater München, am Wiener Burgtheater, Berliner Schillertheater, Düsseldorfer Schauspielhaus und wieder in München.
Seit 1963 arbeitete er am Schauspielhaus Zürich, wo er nicht nur zahlreiche Rollen übernahm, sondern erstmals auch Regie führte. An verschiedenen anderen Bühnen trat er als Gast auf. Er inszenierte auch weiterhin Stücke, darunter Der zerbrochne Krug am Ernst-Deutsch-Theater in Hamburg.
Seit den 1950er Jahren wirkte er auch in Spielfilmen mit und verkörperte unter anderem den Komponisten Carl Maria von Weber in der Romanze Durch die Wälder, durch die Auen. Im Fernsehen sah man ihn 1960 in Ein Weihnachtslied in Prosa oder Eine Geistergeschichte zum Christfest als Schriftsteller Charles Dickens. Seine bekannteste Rolle dürfte die des Vaters von Gaylord in der erfolgreichen Malpass-Verfilmung Morgens um sieben ist die Welt noch in Ordnung aus dem Jahr 1968 sein.
Arens, der 1989 beim Film Dr. M ausnahmsweise die Aufnahmeleitung übernahm, trat auch bei Lesungen und Rezitationsabenden vor die Öffentlichkeit. Dazu schrieb und inszenierte er Hörspiele. Er war mit der Schauspielerin Margrit Ensinger verheiratet. Seine Kinder sind der Kunstmaler Valentin Arens und die Schauspielerin Babett Arens (* 1959). Er lebte zuletzt in Stäfa.

## Filmografie
- 1954: Der letzte Sommer
- 1954: Das Bekenntnis der Ina Kahr
- 1955: Verrat an Deutschland
- 1955: Parole Heimat
- 1955: Das Schweigen im Walde
- 1955: … Und ewig ruft die Heimat (Uli der Pächter)
- 1956: Regine
- 1956: Durch die Wälder, durch die Auen
- 1956: Das Lied der Heimat (Zwischen uns die Berge)
- 1957: Königin Luise
- 1958: Androklus und der Löwe
- 1959: Dame Kobold
- 1960: Anne Bäbi Jowäger – I. Teil: Wie Jakobli zu einer Frau kommt
- 1960: Ein Weihnachtslied in Prosa oder Eine Geistergeschichte zum Christfest
- 1960: Schicksals-Sinfonie (The Magnificent Rebel)
- 1961: Die Sendung der Lysistrata
- 1962: Anne Bäbi Jowäger – II. Teil: Jakobli und Meyeli
- 1962: Die große Szene
- 1963: Der Sittlichkeitsverbrecher
- 1964: Menschen der Berge (Geld und Geist)
- 1964: Der Gefangene der Botschaft
- 1964: General Frédéric
- 1965: Das Leben des Horace A.W. Tabor
- 1966: Adrian der Tulpendieb (Serie)
- 1966: Robert und Elisabeth
- 1967: Der Fall Schurzheim (Serie Die fünfte Kolonne)
- 1967: Die Mission
- 1968: Morgens um sieben ist die Welt noch in Ordnung
- 1970: Jedermann
- 1970: Recht oder Unrecht (Serie)
- 1972: Der Angestellte
- 1973: Die Reise nach Mallorca (Mehrteiler)
- 1974: Das Unglück
- 1975: Konfrontation
- 1975: Ein Fall für Männdli – Spätes Glück
- 1978: Der Spinnenmörder
- 1979: Der Handkuß – Ein Märchen aus der Schweiz
- 1983: Ein Fall für zwei (Fernsehserie, Folge 18, Episode: "Tödliches Viereck")
- 1983: Wagner – Das Leben und Werk Richard Wagners (Serie)
- 1987: Die Krimistunde (Fernsehserie, Folge 27, Episode: "Wort gehalten")
- 1990: Tatort – Howalds Fall (Fernsehreihe)
- 1991: Tatort – Kameraden (Fernsehreihe)
- 2001: Studers erster Fall
- 2004: Lücken im Gesetz
- 2004: Im Nordwind
- 2009: Villa Amalia